# جایزه اسکار بهترین فیلم
جایزهٔ اسکار بهترین فیلم یکی از جوایز اسکار است که از زمان آغاز به کار در سال ۱۹۲۹ هر ساله توسط آکادمی علوم و هنرهای سینما (AMPAS) ارائه می‌شود. این جایزه به تهیه‌کنندگان فیلم می‌رسد و تنها رشته‌ای است که در آن هر عضو جوایز اسکار واجد شرایط ارائه نامزدی و رأی دادن در رأی‌گیری نهایی است. دسته‌بندی بهترین فیلم از دیرباز جایزه نهایی شب مراسم است و اساساً معتبرترین جایزهٔ مراسم محسوب می‌شود.

## برندگان و نامزدها

### دهه ۱۹۲۰
| فیلم       | شرکت تولیدکننده                    | تهیه‌کننده (گان) |
| ---------- | ---------------------------------- | --------------- |
| بال‌ها      | پارامونت پیکچرز، فیموس پلیرز-لاسکی | لوسین هابرد     |
| هیاهو      | پارامونت، Caddo                    | هوارد هیوز      |
| سیر در عرش | فاکس فیلم                          | ویلیام فاکس     |

| فیلم               | شرکت تولیدکننده                      | تهیه‌کننده (گان)                 |
| ------------------ | ------------------------------------ | ------------------------------- |
| نوای برادوی        | مترو گلدوین مایر [L]                 | ایروینگ تالبرگ، لارنس واینگارتن |
| شاهد               | یونایتد آرتیستس، Feature Productions | رولان وست                       |
| نمایش هالیوود ۱۹۲۹ | مترو گلدوین مایر                     | هری راپف                        |
| در آریزونای قدیم   | فاکس                                 | وینفیلد شیهن [G]                |
| میهن‌پرست           | پارامونت                             | ارنست لوبیچ                     |

### دهه ۱۹۳۰
| فیلم                  | شرکت تولیدکننده    | تهیه‌کننده (گان)           |
| --------------------- | ------------------ | ------------------------- |
| در جبهه غرب خبری نیست | یونیورسال استودیوز | کارل لملی جونیور          |
| خانه بزرگ             | مترو گلدوین مایر   | ایروینگ تالبرگ            |
| دیزرائیلی             | برادران وارنر      | جک وارنر، داریل اف. زانوک |
| زن مطلقه              | مترو گلدوین مایر   | رابرت زی. لنرد            |
| جلوه عشق              | پارامونت           | ارنست لوبیچ               |

| فیلم         | شرکت تولیدکننده        | تهیه‌کننده (گان)  |
| ------------ | ---------------------- | ---------------- |
| سیمارون      | آر.ک.ئو                | ویلیام لبارون    |
| ایست لین     | فاکس                   | وینفیلد شیهن [G] |
| سرمقاله      | یونایتد آرتیستس، Caddo | هوارد هیوز       |
| اسکیپی       | پارامونت               | آدولف سوکور      |
| هورن بازرگان | مترو گلدوین مایر       | ایروینگ تالبرگ   |

| فیلم                   | شرکت تولیدکننده             | تهیه‌کننده (گان)  |
| ---------------------- | --------------------------- | ---------------- |
| گرند هتل               | مترو گلدوین مایر            | ایروینگ تالبرگ   |
| ارواسمیت               | Goldwyn, یونایتد آرتیستس    | ساموئل گلدوین    |
| دختر بد                | فاکس                        | وینفیلد شیهن [G] |
| قهرمان                 | مترو گلدوین مایر            | کینگ ویدور       |
| پایان پنج ستاره        | برادران وارنر. , فرست نشنال | هال بی. والیس    |
| یک ساعت با تو          | پارامونت                    | ارنست لوبیچ      |
| قطار سریع‌السیر شانگهای | پارامونت                    | آدولف سوکور      |
| لبخند ستوان            | پارامونت                    | ارنست لوبیچ      |

| فیلم                  | شرکت تولیدکننده  | تهیه‌کننده (گان)              |
| --------------------- | ---------------- | ---------------------------- |
| سواران [H]            | فاکس             | وینفیلد شیهن [G]             |
| خیابان ۴۲             | برادران وارنر.   | داریل اف. زانوک              |
| وداع با اسلحه [H]     | پارامونت         | آدولف سوکور                  |
| فراری از گروه مجرمان  | برادران وارنر.   | هال بی. والیس                |
| خانمی برای یک روز     | کلمبیا پیکچرز    | فرانک کاپرا                  |
| زنان کوچک [H]         | آر.ک. ئو         | مریان کوپر، Kenneth MacGowan |
| زندگی خصوصی هنری هشتم | لندن فیلمز       | الکساندر کوردا               |
| آن زن به او بد کرد    | پارامونت         | ویلیام لبارون                |
| Smilin' Through       | مترو گلدوین مایر | ایروینگ تالبرگ               |
| State Fair            | فاکس             | وینفیلد شیهن [G]             |

| فیلم                     | شرکت تولیدکننده                      | تهیه‌کننده (گان)                             |
| ------------------------ | ------------------------------------ | ------------------------------------------- |
| در یک شب اتفاق افتاد [I] | کلمبیا پیکچرز                        | هری کوهن، فرانک کاپرا                       |
| برت‌های خیابان ویمپول [I] | مترو گلدوین مایر                     | ایروینگ تالبرگ                              |
| کلئوپاترا                | پارامونت                             | سیسیل بی. دومیل                             |
| راه لاس زدن              | فرست نشنال                           | جک وارنر، هال بی. والیس، رابرت لرد          |
| طلاق گی                  | آر.ک. ئو                             | پندورا اس. برمن                             |
| نیروی دریایی وارد می‌شود  | برادران وارنر.                       | Lou Edelman                                 |
| خانه روتشیلت [I]         | توئنیث سنچری پیکچرز, یونایتد آرتیستس | داریل اف. زانوک، ویلیام گوتز، ریموند گریفیث |
| تقلید زندگی              | یونیورسال                            | جان ام. استال                               |
| یک شب عشق                | کلمبیا پیکچرز                        | هری کوهن، Everett Riskin                    |
| مرد لاغر                 | مترو گلدوین مایر                     | هانت استرومبرگ                              |
| زنده‌باد ویا!             | مترو گلدوین مایر                     | دیوید او سلزنیک                             |
| The White Parade         | فاکس                                 | جسی لوئیس لاسکی                             |

| فیلم                  | شرکت تولیدکننده               | تهیه‌کننده (گان)                                  |
| --------------------- | ----------------------------- | ------------------------------------------------ |
| شورش در بونتی [J]     | مترو گلدوین مایر              | ایروینگ تالبرگ، آلبر لوین                        |
| آلیس آدامز            | آر.ک. ئو                      | پندورا اس. برمن                                  |
| ترانه ۱۹۳۶ برادوی     | مترو گلدوین مایر              | John W. Considine, Jr.                           |
| کاپیتان بلاد [J]      | برادران وارنر. , Cosmopolitan | هال بی. والیس، هری جو براون، Gordon Hollingshead |
| دیوید کاپرفیلد        | مترو گلدوین مایر              | دیوید او سلزنیک                                  |
| خبرچین [J]            | آر.ک. ئو                      | Cliff Reid                                       |
| زندگی بنگال لانسر     | پارامونت                      | Louis D. Lighton                                 |
| رؤیای شب نیمه تابستان | برادران وارنر.                | هنری بلنکه                                       |
| بی‌نوایان              | 20th Century, یونایتد آرتیستس | داریل اف. زانوک                                  |
| ماریتای بدذات         | مترو گلدوین مایر              | هانت استرومبرگ                                   |
| راگلزهای رد گپ        | پارامونت                      | آرتور هورنبلو، جونیور                            |
| کلاه سیلندری          | آر.ک. ئو                      | پندورا اس. برمن                                  |

| فیلم                   | شرکت تولیدکننده          | تهیه‌کننده (گان)                |
| ---------------------- | ------------------------ | ------------------------------ |
| زیگفلد کبیر            | مترو گلدوین مایر         | هانت استرومبرگ                 |
| آنتونی ادورس           | برادران وارنر.           | هنری بلنکه                     |
| دادزوورث               | Goldwyn, یونایتد آرتیستس | ساموئل گلدوین، Merritt Hulbert |
| بانوی برچسب‌خورده       | مترو گلدوین مایر         | لارنس واینگارتن                |
| آقای دیدز به شهر می‌رود | کلمبیا پیکچرز            | فرانک کاپرا                    |
| رومئو و ژولیت          | مترو گلدوین مایر         | ایروینگ تالبرگ                 |
| سان فرانسیسکو          | مترو گلدوین مایر         | جان امرسون، Bernard H. Hyman   |
| داستان لوئی پاستور     | برادران وارنر.           | هنری بلنکه                     |
| داستان دو شهر          | مترو گلدوین مایر         | دیوید او سلزنیک                |
| سه دختر زرنگ           | یونیورسال                | جو پاسترناک، چارلز آر. راجرز   |

| فیلم                 | شرکت تولیدکننده                         | تهیه‌کننده (گان)                   |
| -------------------- | --------------------------------------- | --------------------------------- |
| زندگی امیل زولا      | برادران وارنر.                          | هنری بلنکه                        |
| حقیقت تلخ            | کلمبیا پیکچرز                           | لئو مک‌کری، Everett Riskin         |
| ناخداهای دلیر        | مترو گلدوین مایر                        | Louis Lighton                     |
| بن‌بست                | Goldwyn, یونایتد آرتیستس                | ساموئل گلدوین، Merritt Hulbert    |
| خاک خوب              | مترو گلدوین مایر                        | ایروینگ تالبرگ، آلبر لوین         |
| در شیکاگوی قدیم      | فاکس قرن بیستم                          | داریل اف. زانوک، Kenneth MacGowan |
| افق گمشده            | کلمبیا پیکچرز                           | فرانک کاپرا                       |
| یکصد مرد و یک دختر   | یونیورسال                               | چارلز آر. راجرز، جو پاسترناک      |
| در صحنه              | آر.ک. ئو                                | پندورا اس. برمن                   |
| ستاره‌ای متولد شده‌است | Selznick International, یونایتد آرتیستس | دیوید او سلزنیک                   |

| فیلم                         | شرکت تولیدکننده             | تهیه‌کننده (گان)                  |
| ---------------------------- | --------------------------- | -------------------------------- |
| نمی‌توانی این را با خودت ببری | کلمبیا پیکچرز               | فرانک کاپرا                      |
| ماجراهای رابین‌هود            | برادران وارنر.              | هال بی. والیس، هنری بلنکه        |
| گروه رگتایم الکساندر         | فاکس قرن بیستم              | داریل اف. زانوک، هری جو براون    |
| شهرک پسرها                   | مترو گلدوین مایر            | John W. Considine, Jr.           |
| دژ                           | مترو گلدوین مایر            | ویکتور ساویل                     |
| چهار دختر                    | برادران وارنر. , فرست نشنال | هال بی. والیس، هنری بلنکه        |
| توهم بزرگ [K]                | R. A. O. , وورد پیکچرز      | Frank Rollmer, Albert Pinkovitch |
| جزبل                         | برادران وارنر.              | هال بی. والیس، Henry Blanke      |
| پیگمالیون                    | پاسکال فیلم                 | گابریل پاسکال                    |
| پرواز آزمایشی                | مترو گلدوین مایر            | Louis Lighton                    |

| فیلم                         | شرکت تولیدکننده                          | تهیه‌کننده (گان) |
| ---------------------------- | ---------------------------------------- | --------------- |
| بر باد رفته                  | Selznick International, مترو گلدوین مایر | دیوید او سلزنیک |
| پیروزی سیاه                  | برادران وارنر.                           | David Lewis     |
| خداحافظ، آقای چیپس           | مترو گلدوین مایر                         | ویکتور ساویل    |
| رابطه عاشقانه                | آر.ک. ئو                                 | لئو مک‌کری       |
| آقای اسمیت به واشینگتن می‌رود | کلمبیا پیکچرز                            | فرانک کاپرا     |
| نینوتچکا                     | مترو گلدوین مایر                         | سیدنی فرانکلین  |
| موش‌ها و آدم‌ها                | Roach, یونایتد آرتیستس                   | لوئیس مایلستون  |
| دلیجان                       | یونایتد آرتیستس                          | والتر وانگر     |
| جادوگر شهر از                | مترو گلدوین مایر                         | مروین لیروی     |
| بلندی‌های بادگیر              | Goldwyn, یونایتد آرتیستس                 | ساموئل گلدوین   |

### دهه ۱۹۴۰
| فیلم                      | شرکت تولیدکننده                         | تهیه‌کننده(ها)                        |
| ------------------------- | --------------------------------------- | ------------------------------------ |
| ربه‌کا                     | Selznick International, یونایتد آرتیستس | دیوید او سلزنیک                      |
| همه اینها به اضافه بهشت   | برادران وارنر.                          | جک وارنر، هال بی. والیس، David Lewis |
| خبرنگار خارجی             | Wanger, یونایتد آرتیستس                 | والتر وانگر                          |
| خوشه‌های خشم               | فاکس قرن بیستم                          | داریل اف. زانوک، نانالی جانسون       |
| دیکتاتور بزرگ             | Chaplin, یونایتد آرتیستس                | چارلی چاپلین                         |
| کیتی فویل                 | آر.ک. ئو                                | David Hempstead                      |
| نامه                      | برادران وارنر.                          | هال بی. والیس                        |
| سفر دریایی طولانی به خانه | Argosy, Wanger, یونایتد آرتیستس         | جان فورد                             |
| شهر ما                    | Lesser, یونایتد آرتیستس                 | سول لسر                              |
| داستان فیلادلفیا          | مترو گلدوین مایر                        | جوزف ال. منکیه‌ویچ                    |

| فیلم                 | شرکت تولیدکننده  | تهیه‌کننده(ها)                  |
| -------------------- | ---------------- | ------------------------------ |
| چه سرسبز بود دره من  | فاکس قرن بیستم   | داریل اف. زانوک                |
| شکوفه در غبار        | مترو گلدوین مایر | ایروینگ اشر                    |
| همشهری کین           | آر.ک. ئو         | اورسن ولز                      |
| آقای جردن وارد می‌شود | کلمبیا پیکچرز    | Everett Riskin                 |
| جلوی سحر را بگیرید   | پارامونت         | آرتور هورنبلو، جونیور          |
| روباه‌های کوچک        | آر.ک. ئو         | ساموئل گلدوین                  |
| شاهین مالت           | برادران وارنر.   | هال بی. والیس                  |
| یک پا در بهشت        | برادران وارنر.   | هال بی. والیس                  |
| گروهبان یورک         | برادران وارنر.   | هال بی. والیس، جسی لوئیس لاسکی |
| سوءظن                | آر.ک. ئو         | آلفرد هیچکاک                   |

| فیلم                         | شرکت تولیدکننده   | تهیه‌کننده(ها)                         |
| ---------------------------- | ----------------- | ------------------------------------- |
| خانم مینی‌ور                  | مترو گلدوین مایر  | سیدنی فرانکلین                        |
| مدار ۴۹ درجه (49th Parallel) | Ortus             | مایکل پاول                            |
| ردیف پادشاهان                | برادران وارنر.    | هال بی. والیس                         |
| آمبرسون‌های باشکوه            | Mercury, آر.ک. ئو | اورسن ولز                             |
| نی‌نواز هاملین                | فاکس قرن بیستم    | نانالی جانسون                         |
| غرور یانکی‌ها                 | Goldwyn, آر.ک. ئو | ساموئل گلدوین                         |
| برداشت محصول تصادفی          | مترو گلدوین مایر  | سیدنی فرانکلین                        |
| شهره شهر (فیلم ۱۹۴۲)         | کلمبیا پیکچرز     | جرج استیونس                           |
| جزیره ویک                    | پارامونت          | Joseph Sistrom                        |
| احمق آمریکایی خوش‌تیپ         | برادران وارنر.    | جک وارنر، هال بی. والیس، ویلیام کاگنی |

| فیلم                           | شرکت تولیدکننده  | تهیه‌کننده(ها)  |
| ------------------------------ | ---------------- | -------------- |
| کازابلانکا                     | برادران وارنر.   | هال بی. والیس  |
| زنگ‌ها برای که به صدا در می‌آیند | پارامونت         | سم وود         |
| بهشت می‌تواند صبر کند           | فاکس قرن بیستم   | ارنست لوبیچ    |
| کمدی انسانی                    | مترو گلدوین مایر | کلارنس براون   |
| جایی که خدمت می‌کنیم            | Two Cities Films | نوئل کاوارد    |
| مادام کوری                     | مترو گلدوین مایر | سیدنی فرانکلین |
| هرچه بیشتر، خوشحال‌تر           | کلمبیا پیکچرز    | جرج استیونس    |
| حادثه اوکس‌بو                   | فاکس قرن بیستم   | لامار تروتی    |
| آوای برنادت                    | فاکس قرن بیستم   | ویلیام پرلبرگ  |
| تماشای راین                    | برادران وارنر.   | هال بی. والیس  |

| فیلم             | شرکت تولیدکننده                         | تهیه‌کننده(ها)         |
| ---------------- | --------------------------------------- | --------------------- |
| به راه خود می‌روم | پارامونت                                | لئو مک‌کری             |
| غرامت مضاعف      | پارامونت                                | Joseph Sistrom        |
| چراغ گاز         | مترو گلدوین مایر                        | آرتور هورنبلو، جونیور |
| از وقتی تو رفتی  | Selznick International, یونایتد آرتیستس | دیوید او سلزنیک       |
| ویلسون           | فاکس قرن بیستم                          | داریل اف. زانوک       |

| فیلم                    | شرکت تولیدکننده                         | تهیه‌کننده(ها)   |
| ----------------------- | --------------------------------------- | --------------- |
| تعطیلی ازدست‌رفته        | پارامونت                                | چارلز براکت     |
| لنگرها را بکشید         | مترو گلدوین مایر                        | جو پاسترناک     |
| زنگ‌های کلیسای مریم مقدس | آر.ک. ئو                                | لئو مک‌کری       |
| میلدرد پیرس             | برادران وارنر.                          | جری والد        |
| طلسم‌شده                 | Selznick International, یونایتد آرتیستس | دیوید او سلزنیک |

| فیلم                   | شرکت تولیدکننده  | تهیه‌کننده(ها)   |
| ---------------------- | ---------------- | --------------- |
| بهترین سال‌های زندگی ما | آر.ک. ئو         | ساموئل گلدوین   |
| هنری پنجم              | Two Cities Films | لارنس الیویه    |
| چه زندگی شگفت‌انگیزی    | آر.ک. ئو         | فرانک کاپرا     |
| لبه تیغ                | فاکس قرن بیستم   | داریل اف. زانوک |
| یک سالگی               | مترو گلدوین مایر | سیدنی فرانکلین  |

| فیلم                 | شرکت تولیدکننده | تهیه‌کننده(ها)   |
| -------------------- | --------------- | --------------- |
| قرارداد شرافتمندانه  | فاکس قرن بیستم  | داریل اف. زانوک |
| زن اسقف              | آر.ک. ئو        | ساموئل گلدوین   |
| در خط آتش            | آر.ک. ئو        | Adrian Scott    |
| آرزوهای بزرگ         | Cineguild       | رونالد نیم      |
| معجزه در خیابان ۳۴ام | فاکس قرن بیستم  | ویلیام پرلبرگ   |

| فیلم              | شرکت تولیدکننده                    | تهیه‌کننده(ها)              |
| ----------------- | ---------------------------------- | -------------------------- |
| هملت              | Two Cities Films                   | لارنس الیویه               |
| جانی بلیندا       | برادران وارنر.                     | جری والد                   |
| کفش‌های قرمز       | Independent Producers, The Archers | مایکل پاول، امریک پرسبرگر  |
| گودال مار         | فاکس قرن بیستم                     | آناتول لیتواک، رابرت باسلر |
| گنج‌های سیرا مادره | برادران وارنر.                     | هنری بلنکه                 |

| فیلم              | شرکت تولیدکننده       | تهیه‌کننده(ها)   |
| ----------------- | --------------------- | --------------- |
| تمام مردان شاه    | Rossen, کلمبیا پیکچرز | رابرت راسن      |
| میدان جنگ         | مترو گلدوین مایر      | دور شری         |
| وارثه             | پارامونت              | ویلیام وایلر    |
| نامه‌ای به سه همسر | فاکس قرن بیستم        | سول سی سیگل     |
| دوازده ساعت پرواز | فاکس قرن بیستم        | داریل اف. زانوک |

### دهه ۱۹۵۰
| فیلم              | شرکت تولیدکننده  | تهیه‌کننده (گان) |
| ----------------- | ---------------- | --------------- |
| همه‌چیز درباره ایو | فاکس قرن بیستم   | داریل اف. زانوک |
| چشم‌وگوش‌بسته       | کلمبیا پیکچرز    | اس سیلوان سیمون |
| پدر عروس          | مترو گلدوین مایر | پندورا اس. برمن |
| معادن شاه سلیمان  | مترو گلدوین مایر | سام زیمبالیست   |
| سان‌ست بلوار       | پارامونت         | چارلز براکت     |

| فیلم                 | شرکت تولیدکننده  | تهیه‌کننده (گان)               |
| -------------------- | ---------------- | ----------------------------- |
| یک آمریکایی در پاریس | مترو گلدوین مایر | آرتور فرید                    |
| تصمیم قبل از شفق     | فاکس قرن بیستم   | آناتول لیتواک، Frank McCarthy |
| مکانی در آفتاب       | پارامونت         | جرج استیونس                   |
| کجا می‌روی            | مترو گلدوین مایر | سام زیمبالیست                 |
| اتوبوسی به نام هوس   | برادران وارنر.   | چارلز کی فلدمن                |

| فیلم                    | شرکت تولیدکننده  | تهیه‌کننده (گان)                   |
| ----------------------- | ---------------- | --------------------------------- |
| بزرگ‌ترین نمایش روی زمین | پارامونت         | سیسیل بی. دومیل                   |
| نیمروز                  | یونایتد آرتیستس  | استنلی کریمر                      |
| آیوانهو                 | مترو گلدوین مایر | پندورا اس. برمن                   |
| مولن روژ                | Romulus Films    | جان هیوستون، John and James Woolf |
| مرد آرام                | Republic         | جان فورد، مریان کوپر              |

| فیلم              | شرکت تولیدکننده  | تهیه‌کننده (گان) |
| ----------------- | ---------------- | --------------- |
| از اینجا تا ابدیت | کلمبیا پیکچرز    | بادی آدلر       |
| ژولیوس سزار       | مترو گلدوین مایر | جان هاوسمن      |
| ردا               | فاکس قرن بیستم   | فرانک راس       |
| تعطیلات در رم     | پارامونت         | ویلیام وایلر    |
| شین               | پارامونت         | جرج استیونس     |

| فیلم                    | شرکت تولیدکننده  | تهیه‌کننده (گان) |
| ----------------------- | ---------------- | --------------- |
| در بارانداز             | کلمبیا پیکچرز    | سم اسپیگل [N]   |
| شورش کین                | کلمبیا پیکچرز    | استنلی کریمر    |
| دختر روستایی            | پارامونت         | ویلیام پرلبرگ   |
| هفت عروس برای هفت برادر | مترو گلدوین مایر | جک کامینگز      |
| سه سکه در چشمه          | فاکس قرن بیستم   | سول سی سیگل     |

| فیلم                | شرکت تولیدکننده                                                  | تهیه‌کننده (گان) |
| ------------------- | ---------------------------------------------------------------- | --------------- |
| مارتی               | یونایتد آرتیستس، Steven Productions, Hecht-Lancaster Productions | Harold Hecht    |
| عشق چیز باشکوهی است | فاکس قرن بیستم                                                   | بادی آدلر       |
| آقای رابرتس         | برادران وارنر.                                                   | Leland Hayward  |
| پیک‌نیک              | کلمبیا پیکچرز                                                    | Fred Kohlmar    |
| خالکوبی رز          | پارامونت                                                         | هال بی. والیس   |

| فیلم                  | شرکت تولیدکننده                           | تهیه‌کننده (گان)             |
| --------------------- | ----------------------------------------- | --------------------------- |
| دور دنیا در هشتاد روز | یونایتد آرتیستس، Michael Todd Productions | مایک تاد                    |
| ترغیب دوستانه         | مونوگرام پیکچرز                           | ویلیام وایلر                |
| غول                   | برادران وارنر.                            | جرج استیونس، Henry Ginsberg |
| پادشاه و من           | فاکس قرن بیستم                            | چارلز براکت                 |
| ده فرمان              | پارامونت                                  | سیسیل بی. دومیل             |

| فیلم             | شرکت تولیدکننده  | تهیه‌کننده (گان)        |
| ---------------- | ---------------- | ---------------------- |
| پل رودخانه کوای  | Horizon Pictures | سم اسپیگل              |
| ۱۲ مرد خشمگین    | یونایتد آرتیستس  | هنری فوندا، رجینالد رز |
| پیتون پلیس       | فاکس قرن بیستم   | جری والد               |
| سایونارا         | برادران وارنر.   | ویلیام گوتز            |
| شاهدی برای تعقیب | یونایتد آرتیستس  | آرتور هورنبلو، جونیور  |

| فیلم                 | شرکت تولیدکننده         | تهیه‌کننده (گان) |
| -------------------- | ----------------------- | --------------- |
| ژی‌ژی                 | مترو گلدوین مایر        | آرتور فرید      |
| عمه میم              | برادران وارنر.          | جک وارنر        |
| گربه روی شیروانی داغ | مترو گلدوین مایر        | لارنس واینگارتن |
| ستیزه‌جویان           | Kramer, یونایتد آرتیستس | استنلی کریمر    |
| میزهای تک‌نفره        | یونایتد آرتیستس         | Harold Hecht    |

| فیلم              | شرکت تولیدکننده  | تهیه‌کننده (گان)      |
| ----------------- | ---------------- | -------------------- |
| بن هور            | مترو گلدوین مایر | سام زیمبالیست        |
| تشریح یک قتل      | کلمبیا پیکچرز    | اتو پرمینجر          |
| خاطرات آنه فرانک  | فاکس قرن بیستم   | جرج استیونس          |
| داستان راهبه      | برادران وارنر.   | هنری بلنکه           |
| فرصتی برای پیشرفت | Remus Films      | John and James Woolf |

### دهه ۱۹۶۰
| فیلم         | شرکت تولیدکننده                      | تهیه‌کننده (گان) |
| ------------ | ------------------------------------ | --------------- |
| آپارتمان     | یونایتد آرتیستس، The Mirisch Company | بیلی وایلدر     |
| آلامو        | یونایتد آرتیستس، Batjac Productions  | جان وین         |
| المر گنتری   | یونایتد آرتیستس                      | Bernard Smith   |
| پسران و عشاق | فاکس قرن بیستم                       | جری والد        |
| کوچ‌نشین‌ها    | برادران وارنر.                       | فرد زینمان      |

| فیلم              | شرکت تولیدکننده          | تهیه‌کننده (گان) |
| ----------------- | ------------------------ | --------------- |
| داستان وست ساید   | یونایتد آرتیستس          | رابرت وایز      |
| فانی              | برادران وارنر.           | جاشوا لوگن      |
| توپ‌های ناوارون    | کلمبیا پیکچرز، High Road | کارل فورمن      |
| بیلیاردباز        | فاکس قرن بیستم           | رابرت راسن      |
| محاکمه در نورنبرگ | یونایتد آرتیستس          | استنلی کریمر    |

| فیلم               | شرکت تولیدکننده          | تهیه‌کننده (گان) |
| ------------------ | ------------------------ | --------------- |
| لورنس عربستان      | هوریزون پیکچرز           | سم اسپیگل       |
| طولانی‌ترین روز     | فاکس قرن بیستم           | داریل اف. زانوک |
| مرد موسیقی         | برادران وارنر.           | مورتون داکوستا  |
| شورش در کشتی بونتی | مترو گلدوین مایر         | Aaron Rosenberg |
| کشتن مرغ مقلد      | یونیورسال -International | آلن جی پاکولا   |

| فیلم               | شرکت تولیدکننده            | تهیه‌کننده (گان) |
| ------------------ | -------------------------- | --------------- |
| تام جونز           | Woodfall Films             | تونی ریچاردسون  |
| آمریکا، آمریکا     | برادران وارنر.             | الیا کازان      |
| کلئوپاترا          | فاکس قرن بیستم             | والتر وانگر     |
| چگونه غرب تسخیر شد | مترو گلدوین مایر، Cinerama | Bernard Smith   |
| زنبق‌های مزرعه      | یونایتد آرتیستس            | رالف نلسون      |

| فیلم           | شرکت تولیدکننده                   | تهیه‌کننده (گان)      |
| -------------- | --------------------------------- | -------------------- |
| بانوی زیبای من | برادران وارنر.                    | جک وارنر             |
| بکت            | Keep Films, پارامونت Film Service | هال بی. والیس        |
| دکتر استرنجلاو | کلمبیا پیکچرز، Hawk Films         | استنلی کوبریک        |
| مری پاپینز     | والت دیزنی پیکچرز                 | والت دیزنی، بیل والش |
| زوربای یونانی  | فاکس قرن بیستم                    | مایکل کاکویانیس      |

| فیلم            | شرکت تولیدکننده        | تهیه‌کننده (گان) |
| --------------- | ---------------------- | --------------- |
| اشک‌ها و لبخندها | فاکس قرن بیستم         | رابرت وایز      |
| عزیز            | Vic Films, Appia Films | Joseph Janni    |
| دکتر ژیواگو     | مترو گلدوین مایر       | کارلو پونتی     |
| کشتی احمق‌ها     | کلمبیا پیکچرز          | استنلی کریمر    |
| هزاران دلقک     | یونایتد آرتیستس        | Fred Coe        |

| فیلم                            | شرکت تولیدکننده               | تهیه‌کننده (گان) |
| ------------------------------- | ----------------------------- | --------------- |
| مردی برای تمام فصول             | کلمبیا پیکچرز، Highland Films | فرد زینمان      |
| الفی                            | Sheldrake Films               | لوئیس گیلبرت    |
| روس‌ها می‌آیند، روس‌ها می‌آیند      | یونایتد آرتیستس               | نورمن جویسون    |
| دانه‌های شن                      | فاکس قرن بیستم                | رابرت وایز      |
| چه کسی از ویرجینیا وولف می‌ترسد؟ | برادران وارنر.                | ارنست لمان      |

| فیلم                         | شرکت تولیدکننده             | تهیه‌کننده (گان) |
| ---------------------------- | --------------------------- | --------------- |
| در گرمای شب                  | یونایتد آرتیستس             | والتر میریش     |
| بانی و کلاید                 | برادران وارنر. , Seven Arts | وارن بیتی       |
| دکتر دولیتل                  | فاکس قرن بیستم              | آرتور پ جاکوبز  |
| فارغ‌التحصیل                  | Embassy                     | Lawrence Turman |
| حدس بزن چه‌کسی برای شام می‌آید | کلمبیا پیکچرز               | استنلی کریمر    |

| فیلم          | شرکت تولیدکننده                                           | تهیه‌کننده (گان)                   |
| ------------- | --------------------------------------------------------- | --------------------------------- |
| الیور!        | Romulus Films, Warwick Film Productions                   | John Woolf                        |
| دختر شوخ      | کلمبیا پیکچرز                                             | ری استارک                         |
| شیر در زمستان | Embassy, Haworth Productions                              | Martin Poll                       |
| راشل، راشل    | برادران وارنر.                                            | پل نیومن                          |
| رومئو و ژولیت | B.H.E. Productions, Verona Produzione, Dino De Laurentiis | آنتونی هاولوک-آلن، John Brabourne |

| فیلم                   | شرکت تولیدکننده       | تهیه‌کننده (گان)        |
| ---------------------- | --------------------- | ---------------------- |
| کابوی نیمه‌شب           | یونایتد آرتیستس       | جروم هلمن              |
| یک هزار روز از آن      | یونیورسال             | هال بی. والیس          |
| بوچ کسیدی و ساندنس کید | فاکس قرن بیستم        | John Foreman           |
| سلام، دالی!            | فاکس قرن بیستم        | ارنست لمان             |
| زد [K]                 | O.N.C.I.C. , Cinema V | ژاک پرن، Ahmed Rachedi |

### دهه ۱۹۷۰
| فیلم         | شرکت تولیدکننده | تهیه‌کننده (گان)               |
| ------------ | --------------- | ----------------------------- |
| پاتن         | فاکس قرن بیستم  | Frank McCarthy                |
| فرودگاه      | یونیورسال       | راس هانتر                     |
| پنج بخش آسان | کلمبیا پیکچرز   | باب رافلسون، Richard Wechsler |
| داستان عشق   | پارامونت        | Howard G. Minsky              |
| مش           | فاکس قرن بیستم  | اینگو پرمینجر                 |

| فیلم               | شرکت تولیدکننده    | تهیه‌کننده (گان)     |
| ------------------ | ------------------ | ------------------- |
| ارتباط فرانسوی     | فاکس قرن بیستم     | فیلیپ دانتونی       |
| پرتقال کوکی        | Warner, Hawk Films | استنلی کوبریک       |
| ویولون‌زن روی بام   | یونایتد آرتیستس    | نورمن جویسون        |
| آخرین نمایش فیلم   | کلمبیا پیکچرز      | Stephen J. Friedman |
| نیکلاس و الکساندرا | کلمبیا پیکچرز      | سم اسپیگل           |

| فیلم        | شرکت تولیدکننده              | تهیه‌کننده (گان)   |
| ----------- | ---------------------------- | ----------------- |
| پدرخوانده   | پارامونت                     | آلبر اس. رودی     |
| کاباره      | Allied Artists, ABC Pictures | سای فوئر          |
| بازماندگان  | برادران وارنر.               | جان بورمن         |
| مهاجران [K] | Svensk Filmindustri          | Bengt Forslund    |
| ساندر       | فاکس قرن بیستم               | Robert B. Radnitz |

| فیلم                 | شرکت تولیدکننده                       | تهیه‌کننده (گان)                          |
| -------------------- | ------------------------------------- | ---------------------------------------- |
| نیش                  | یونیورسال                             | تونی بیل، Michael Phillips، جولیا فیلیپس |
| دیوارنویسی آمریکایی  | لوکاس فیلم، یونیورسال، Coppola Co.    | فرانسیس فورد کوپولا، گری کورتز           |
| فریادها و نجواها [K] | Cinematograph, Svenska Filminstitutet | اینگمار برگمان                           |
| جن‌گیر                | برادران وارنر.                        | ویلیام پیتر بلتی                         |
| لمسی از عزت          | Avco Embassy, Gordon Film Productions | ملوین فرانک                              |

| فیلم                    | شرکت تولیدکننده                | تهیه‌کننده (گان)                                 |
| ----------------------- | ------------------------------ | ----------------------------------------------- |
| پدرخوانده: قسمت دوم [O] | پارامونت                       | فرانسیس فورد کوپولا، Gray Frederickson, فرد روس |
| محله چینی‌ها             | پارامونت                       | رابرت اوانس                                     |
| مکالمه                  | پارامونت، Coppola Co.          | فرانسیس فورد کوپولا                             |
| لنی                     | یونایتد آرتیستس                | ماروین وورث                                     |
| آسمانخراش جهنمی         | فاکس قرن بیستم، برادران وارنر. | ایروین آلن                                      |

| فیلم               | شرکت تولیدکننده                                    | تهیه‌کننده (گان)               |
| ------------------ | -------------------------------------------------- | ----------------------------- |
| دیوانه از قفس پرید | یونایتد آرتیستس                                    | سائول زانتز [N]، مایکل داگلاس |
| بری لیندون         | برادران وارنر. , Peregrine Productions, Hawk Films | استنلی کوبریک                 |
| بعد از ظهر سگی     | برادران وارنر.                                     | Martin Bregman, Martin Elfand |
| آرواره‌ها           | یونیورسال                                          | ریچارد دی زانوک و دیوید براون |
| نشویل              | پارامونت                                           | رابرت آلتمن                   |

| فیلم                | شرکت تولیدکننده                   | تهیه‌کننده (گان)                     |
| ------------------- | --------------------------------- | ----------------------------------- |
| راکی                | یونایتد آرتیستس                   | ایروین وینکلر، رابرت چارتوف         |
| همه مردان رئیس‌جمهور | برادران وارنر.                    | Walter Coblenz                      |
| در راه افتخار       | یونایتد آرتیستس                   | Robert F. Blumofe, Harold Leventhal |
| شبکه                | مترو گلدوین مایر، یونایتد آرتیستس | Howard Gottfried                    |
| راننده تاکسی        | کلمبیا پیکچرز                     | Michael Phillips، جولیا فیلیپس      |

| فیلم          | شرکت تولیدکننده                  | تهیه‌کننده (گان)          |
| ------------- | -------------------------------- | ------------------------ |
| آنی هال       | یونایتد آرتیستس                  | چارلز اچ. جاف            |
| دختر خداحافظی | مترو گلدوین مایر، برادران وارنر. | ری استارک                |
| جولیا         | فاکس قرن بیستم                   | (Richard Roth)           |
| جنگ ستارگان   | Lucasfilm, فاکس قرن بیستم        | گری کورتز                |
| نقطه عطف      | فاکس قرن بیستم                   | هربرت راس، آرتور لاورنتز |

| فیلم                  | شرکت تولیدکننده                      | تهیه‌کننده (گان)                                             |
| --------------------- | ------------------------------------ | ----------------------------------------------------------- |
| شکارچی گوزن           | یونیورسال، امی فیلمز                 | Barry Spikings, Michael Deeley، مایکل چیمینو، John Peverall |
| بازگشت به وطن         | یونایتد آرتیستس                      | جروم هلمن                                                   |
| بهشت می‌تواند صبر کند  | پارامونت                             | وارن بیتی                                                   |
| قطار سریع‌السیر نیمه‌شب | کلمبیا پیکچرز، کازابلانکا فیلم‌وورکز  | Alan Marshall, دیوید پاتنام                                 |
| زن مجرد               | فاکس قرن بیستم، کازابلانکا فیلم‌وورکز | پل مازورسکی، Tony Ray                                       |

| فیلم             | شرکت تولیدکننده               | تهیه‌کننده (گان)                                                |
| ---------------- | ----------------------------- | -------------------------------------------------------------- |
| کریمر علیه کریمر | کلمبیا پیکچرز                 | استنلی آر. جفی                                                 |
| اینطور چیزها     | فاکس قرن بیستم، کلمبیا پیکچرز | Robert Alan Aurthur                                            |
| اینک آخرالزمان   | امریکن زوتروپ                 | فرانسیس فورد کوپولا، فرد روس, Gray Frederickson, Tom Sternberg |
| جدا شدن          | فاکس قرن بیستم                | پیتر یاتز                                                      |
| نورما ری         | فاکس قرن بیستم                | Tamara Asseyev, Alex Rose                                      |

### دهه ۱۹۸۰
| فیلم                 | شرکت تولیدکننده                               | تهیه‌کننده (گان)             |
| -------------------- | --------------------------------------------- | --------------------------- |
| مردم معمولی          | پارامونت                                      | Ronald L. Schwary           |
| دختر معدنچی زغال سنگ | یونیورسال                                     | Bernard Schwartz            |
| مرد فیل‌نما           | پارامونت، Brooksfilms                         | جاناتان سنگر                |
| گاو خشمگین           | یونایتد آرتیستس                               | ایروین وینکلر، رابرت چارتوف |
| تس                   | Renn Productions, Timothy Burrill Productions | کلود بری، Timothy Burrill   |

| فیلم                | شرکت تولیدکننده            | تهیه‌کننده (گان) |
| ------------------- | -------------------------- | --------------- |
| ارابه‌های آتش        | Enigma Film Productions    | دیوید پاتنام    |
| شهر آتلانتیک        | Cine-Neighbor, Selta Films | دنی ارو         |
| روی گلدن پاند       | ITC, یونیورسال             | Bruce Gilbert   |
| مهاجمان صندوق گمشده | Lucasfilm, پارامونت        | فرانک مارشال    |
| سرخ‌ها               | پارامونت                   | وارن بیتی       |

| فیلم                   | شرکت تولیدکننده               | تهیه‌کننده (گان)                  |
| ---------------------- | ----------------------------- | -------------------------------- |
| گاندی                  | کلمبیا پیکچرز                 | ریچارد اتنبرا                    |
| ای. تی. موجود فرازمینی | یونیورسال، امبلین اینترتینمنت | استیون اسپیلبرگ، کاتلین کندی [M] |
| گم‌شده                  | یونیورسال                     | Edward Lewis, Mildred Lewis      |
| توتسی                  | کلمبیا پیکچرز                 | سیدنی پولاک، دیک ریچاردز         |
| حکم                    | فاکس قرن بیستم                | ریچارد دی زانوک، دیوید براون     |

| فیلم             | شرکت تولیدکننده                   | تهیه‌کننده (گان)             |
| ---------------- | --------------------------------- | --------------------------- |
| شرایط مهرورزی    | پارامونت                          | جیمز ال. بروکس              |
| اندوه شدید       | کلمبیا پیکچرز                     | مایکل شمبرگ                 |
| متصدی لباس       | Goldcrest, World Film Services    | پیتر یاتز                   |
| مردان واقعی      | برادران وارنر. , The Ladd Company | ایروین وینکلر، رابرت چارتوف |
| بخشش‌های محبت‌آمیز | یونیورسال، EMI                    | Philip S. Hobel             |

| فیلم            | شرکت تولیدکننده         | تهیه‌کننده (گان)                                 |
| --------------- | ----------------------- | ----------------------------------------------- |
| آمادئوس         | اوریون پیکچرز           | سائول زانتز                                     |
| میدان‌های کشتار  | Enigma Film Productions | دیوید پاتنام                                    |
| گذرگاهی به هند  | G.W. Films, Thorn EMI   | John Brabourne, Richard Goodwin                 |
| مکان‌هایی در قلب | ترایستار پیکچرز         | Arlene Donovan                                  |
| داستان یک سرباز | کلمبیا پیکچرز           | نورمن جویسون، Ronald L. Schwary, Patrick Palmer |

| فیلم               | شرکت تولیدکننده                              | تهیه‌کننده (گان)                                          |
| ------------------ | -------------------------------------------- | -------------------------------------------------------- |
| خارج از آفریقا     | یونیورسال، Mirage Enterprises                | سیدنی پولاک                                              |
| رنگ ارغوانی        | برادران وارنر. , Amblin Entertainment        | استیون اسپیلبرگ، کاتلین کندی، فرانک مارشال، کوئینسی جونز |
| بوسه زن عنکبوتی    | Island Alive, FilmDallas Pictures, HB Filmes | David Weisman                                            |
| شرف خانواده پریتزی | فاکس قرن بیستم، ABC Motion Pictures          | John Foreman                                             |
| شاهد               | پارامونت                                     | Edward S. Feldman                                        |

| فیلم                   | شرکت تولیدکننده                                   | تهیه‌کننده (گان)                  |
| ---------------------- | ------------------------------------------------- | -------------------------------- |
| جوخه                   | Orion, Hemdale                                    | آرنولد کوپلسون                   |
| فرزندان یک خدای کوچکتر | پارامونت                                          | Burt Sugarman, Patrick J. Palmer |
| هانا و خواهرانش        | Orion                                             | رابرت گرینهوت                    |
| مأموریت                | Enigma Film Productions, گلدکرست فیلمز، Kingsmere | Fernando Ghia, دیوید پاتنام      |
| اتاقی با یک چشم‌انداز   | مرچنت آیواری                                      | اسماعیل مرچنت                    |

| فیلم               | شرکت تولیدکننده                                                                           | تهیه‌کننده (گان)                 |
| ------------------ | ----------------------------------------------------------------------------------------- | ------------------------------- |
| آخرین امپراتور [O] | کلمبیا پیکچرز، Hemdale, Recorded Picture Company, Yanco Films, TAO Films, AAA, Soprofilms | جرمی توماس                      |
| اخبار تلویزیون     | فاکس قرن بیستم                                                                            | جیمز ال. بروکس                  |
| جذابیت مرگبار      | پارامونت                                                                                  | استنلی آر. جفی، شری لانسینگ     |
| امید و افتخار      | Goldcrest Films                                                                           | جان بورمن                       |
| ماه‌زده             | مترو گلدوین مایر                                                                          | Patrick J. Palmer, نورمن جویسون |

| فیلم            | شرکت تولیدکننده                              | تهیه‌کننده (گان)                            |
| --------------- | -------------------------------------------- | ------------------------------------------ |
| مرد بارانی      | یونایتد آرتیستس                              | مارک جانسون                                |
| جهانگرد اتفاقی  | برادران وارنر.                               | لارنس کاسدان، Charles Okun, Michael Grillo |
| روابط خطرناک    | برادران وارنر. , Lorimar, N.F.H. Productions | Norma Heyman، هانک مونجین                  |
| میسیسیپی می‌سوزد | Orion                                        | Frederick Zollo, رابرت اف.کالسبری          |
| دختر شاغل       | فاکس قرن بیستم                               | داگلاس ویک                                 |

| فیلم                   | شرکت تولیدکننده                                  | تهیه‌کننده (گان)                         |
| ---------------------- | ------------------------------------------------ | --------------------------------------- |
| رانندگی برای خانم دیزی | برادران وارنر.                                   | ریچارد دی زانوک، Lili Fini Zanuck       |
| متولد چهارم ژوئیه      | یونیورسال                                        | آلکساندر کیتمن هو، الیور استون          |
| انجمن شاعران مرده      | تاچ‌استون پیکچرز                                  | Steven Haft, پال یونگر ویت، Tony Thomas |
| سرزمین رؤیاها          | یونیورسال                                        | لارنس گوردون، چارلز گوردن               |
| پای چپ من              | Ferndale Films, Granada Television International | Noel Pearson                            |

### دهه ۱۹۹۰
| فیلم                | شرکت تولیدکننده             | تهیه‌کننده (گان)               |
| ------------------- | --------------------------- | ----------------------------- |
| رقصنده با گرگ‌ها     | Orion, TIG Productions      | Jim Wilson و کوین کاستنر      |
| بیداری‌ها            | کلمبیا پیکچرز               | والتر پارکس و Lawrence Lasker |
| روح                 | پارامونت                    | Lisa Weinstein                |
| پدرخوانده: قسمت سوم | پارامونت، American Zoetrope | فرانسیس فورد کوپولا           |
| رفقای خوب           | برادران وارنر.              | ایروین وینکلر                 |

| فیلم             | شرکت تولیدکننده                                     | تهیه‌کننده (گان)                        |
| ---------------- | --------------------------------------------------- | -------------------------------------- |
| سکوت بره‌ها       | Orion                                               | ادوارد ساکسون, Kenneth Utt، و رون بزمن |
| دیو و دلبر       | Disney                                              | دن هان                                 |
| باگزی            | TriStar, Mulholland Productions, Baltimore Pictures | مارک جانسون، بری لوینسون، و وارن بیتی  |
| جی‌اف‌کی           | برادران وارنر. , Regency Enterprises                | A. Kitman Ho و الیور استون             |
| شاهزاده جزر و مد | کلمبیا پیکچرز                                       | باربارا استرایسند و Andrew S. Karsch   |

| فیلم        | شرکت تولیدکننده                    | تهیه‌کننده (گان)                      |
| ----------- | ---------------------------------- | ------------------------------------ |
| نابخشوده    | برادران وارنر. , مالپاسو پروداکشنز | کلینت ایستوود                        |
| بازی گریه   | استیون وولی                        | استیون وولی                          |
| چند مرد خوب | کلمبیا پیکچرز، کسل راک انترتینمنت  | دیوید براون، راب رینر، و اندرو شینمن |
| هواردز اند  | Merchant Ivory                     | اسماعیل مرچنت                        |
| بوی خوش زن  | یونیورسال                          | مارتن برست                           |

| فیلم         | شرکت تولیدکننده                 | تهیه‌کننده (گان)                                  |
| ------------ | ------------------------------- | ------------------------------------------------ |
| فهرست شیندلر | یونیورسال، Amblin Entertainment | استیون اسپیلبرگ، جرالد آر. مولن، و برانکو لوستیگ |
| فراری        | برادران وارنر.                  | آرنولد کوپلسون                                   |
| به نام پدر   | یونیورسال، Hell's Kitchen       | جیم شریدان                                       |
| پیانو        | Jan Chapman Productions         | Jan Chapman                                      |
| بازمانده روز | کلمبیا پیکچرز، Merchant Ivory   | مایک نیکولز، جان کلی، و اسماعیل مرچنت            |

| فیلم                        | شرکت تولیدکننده                          | تهیه‌کننده (گان)                                               |
| --------------------------- | ---------------------------------------- | ------------------------------------------------------------- |
| فارست گامپ                  | پارامونت                                 | وندی فینرمن، Steve Tisch، و استیو استارکی                     |
| چهار عروسی و یک تشییع جنازه | پلی‌گرام انترتینمنت، وورکینگ تایتل فیلمز  | دانکن کنوورتی                                                 |
| داستان عامه‌پسند             | میرامکس                                  | لورنس بندر                                                    |
| مسابقه تلویزیونی            | هالیوود پیکچرز                           | Michael Jacobs, Julian Krainin, Michael Nozik، و رابرت ردفورد |
| رستگاری در شائوشنک          | کلمبیا پیکچرز، Castle Rock Entertainment | نیکی ماروین                                                   |

| فیلم                   | شرکت تولیدکننده                                                                             | تهیه‌کننده (گان)                                     |
| ---------------------- | ------------------------------------------------------------------------------------------- | --------------------------------------------------- |
| شجاع‌دل                 | پارامونت، فاکس قرن بیستم، آیکون پروداکشنز                                                   | مل گیبسون، Alan Ladd, Jr.، و بروس دیوی              |
| آپولو ۱۳               | یونیورسال، ایمیج اینترتیمنت                                                                 | برایان گریزر                                        |
| عزیز                   | یونیورسال، Kennedy Miller Productions                                                       | Bill Miller، جرج میلر، و داگ میتچل                  |
| ایل پوستینو: پستچی [K] | Cecchi Gori Group Tiger Cinematografica, Esterno Mediterraneo Film, Blue Dahlia, Penta Film | ماریو چکی گوری، ویتوریو چکی گوری، و Gaetano Daniele |
| عقل و احساس            | کلمبیا پیکچرز، Mirage                                                                       | Lindsay Doran                                       |

| فیلم           | شرکت تولیدکننده                 | تهیه‌کننده (گان)                                           |
| -------------- | ------------------------------- | --------------------------------------------------------- |
| بیمار انگلیسی  | میرامکس، Tiger Moth Productions | سائول زانتز                                               |
| فارگو          | PolyGram                        | برادران کوئن                                              |
| جری مگوایر     | TriStar, گارسی فیلمز            | جیمز ال. بروکس، Laurence Mark، ریچارد ساکای، و کامرون کرو |
| رازها و دروغ‌ها | Thin Man Films                  | سیمون چنینگ ویلیامز                                       |
| درخشیدن        | Momentum Films                  | Jane Scott                                                |

| فیلم              | شرکت تولیدکننده                                 | تهیه‌کننده (گان)                                  |
| ----------------- | ----------------------------------------------- | ------------------------------------------------ |
| تایتانیک          | پارامونت، فاکس قرن بیستم، لایتستورم اینترتینمنت | جیمز کامرون و جان لاندو                          |
| بهتر از این نمی‌شه | Tristar, Gracie Films                           | جیمز ال. بروکس، Bridget Johnson, Kristi Zea      |
| آخر همه‌چیز        | Redwave Films                                   | Umberto Pasolini                                 |
| ویل هانتینگ خوب   | میرامکس، A Band Apart                           | لورنس بندر                                       |
| محرمانه لس‌آنجلس   | برادران وارنر. , Regency Enterprises            | کرتیس هنسن، آرنان میلشان، و Michael G. Nathanson |

| فیلم             | شرکت تولیدکننده                           | تهیه‌کننده (گان)                                                         |
| ---------------- | ----------------------------------------- | ----------------------------------------------------------------------- |
| شکسپیر عاشق      | میرامکس، یونیورسال، Bedford Falls Company | دیوید پارفیت، دونا گیگلیوتی، هاروی واینستین، ادوارد زوئیک، و مارک نورمن |
| الیزابت          | PolyGram, Working Title                   | الیسون اوون، اریک فلنر، و تیم بوان                                      |
| زندگی زیباست [K] | Melampo Cinematografica, Pacific Pictures | Elda Ferri و Gianluigi Braschi                                          |
| نجات سرباز رایان | دریم‌ورکس، پارامونت، Amblin Entertainment  | استیون اسپیلبرگ، یان برایس، مارک گوردون، و گری لوینسون                  |
| خط باریک سرخ     | فاکس قرن بیستم                            | Robert Michael Geisler, John Roberdeau, و گرنت هیل                      |

| فیلم              | شرکت تولیدکننده                            | تهیه‌کننده (گان)                           |
| ----------------- | ------------------------------------------ | ----------------------------------------- |
| زیبایی آمریکایی   | DreamWorks, Jinks/Cohen Co.                | بروس کوئن و Dan Jinks                     |
| قوانین خانه سایدر | میرامکس، FilmColony                        | ریچارد ان. گلدستاین                       |
| مسیر سبز          | برادران وارنر. , Castle Rock Entertainment | فرانک دارابونت و David Valdes             |
| نفوذی             | Touchstone, اسپای‌گلس اینترتیمنت            | Pieter Jan Brugge و مایکل مان             |
| حس ششم            | Hollywood, Spyglass Entertainment          | فرانک مارشال، کاتلین کندی، و Barry Mendel |

### دهه ۲۰۰۰
| فیلم                        | شرکت تولیدکننده                               | تهیه‌کننده (گان)                                  |
| --------------------------- | --------------------------------------------- | ------------------------------------------------ |
| گلادیاتور                   | DreamWorks, یونیورسال، Scott Free Productions | داگلاس ویک، دیوید فرانزونی، و برانکو لوستیگ      |
| شکلات                       | میرامکس                                       | دیوید براون، Kit Golden, و Leslie Holleran       |
| ببر خیزان، اژدهای پنهان [K] | Sony Pictures Classics                        | ویلیام کانگ، Hsu Li Kong، و انگ لی               |
| ارین براکویچ                | یونیورسال، کلمبیا پیکچرز، Jersey Films        | دنی دویتو، مایکل شمبرگ، و استیسی شر              |
| قاچاق                       | یونیورسال، فوکوس فیچرز، Bedford Falls Company | ادوارد زوئیک، مارشال هرسکوویتز، و Laura Bickford |

| فیلم                     | شرکت تولیدکننده                              | تهیه‌کننده (گان)                        |
| ------------------------ | -------------------------------------------- | -------------------------------------- |
| ذهن زیبا                 | DreamWorks, یونیورسال، Imagine Entertainment | برایان گریزر و ران هاوارد              |
| گاسفورد پارک             | USA, Sandcastle 5 Productions, Zestwick      | رابرت آلتمن، باب بالابان، و David Levy |
| در اتاق خواب             | میرامکس، Good Machine                        | Graham Leader, رس کاتز، و تاد فیلد     |
| ارباب حلقه‌ها: یاران حلقه | نیو لاین سینما، WingNut Films                | پیتر جکسون، فرن والش، و باری ام آزبرن  |
| مولن روژ!                | فاکس قرن بیستم، Bazmark                      | Martin Brown, باز لورمن، و Fred Baron  |

| فیلم                 | شرکت تولیدکننده                                             | تهیه‌کننده (گان)                            |
| -------------------- | ----------------------------------------------------------- | ------------------------------------------ |
| شیکاگو               | میرامکس، Producer Circle Co. , Storyline Entertainment      | مارتین ریچاردز                             |
| دارودسته‌های نیویورکی | میرامکس                                                     | آلبرتو گریمالدی و هاروی واینستین           |
| ساعت‌ها               | پارامونت، میرامکس، Scott Rudin Productions                  | اسکات رودین و Robert فاکس                  |
| ارباب حلقه‌ها: دو برج | New Line Cinema, WingNut Films                              | باری ام آزبرن، فرن والش، و پیتر جکسون      |
| پیانیست              | RP Productions, Heritage Films, Babelsberg Studios, Runteam | رومن پولانسکی، Robert Benmussa, و آلن سارد |

| فیلم                        | شرکت تولیدکننده                                                             | تهیه‌کننده (گان)                                    |
| --------------------------- | --------------------------------------------------------------------------- | -------------------------------------------------- |
| ارباب حلقه‌ها: بازگشت پادشاه | New Line Cinema, WingNut Films                                              | باری ام آزبرن، پیتر جکسون، و فرن والش              |
| گمشده در ترجمه              | Focus Features, American Zoetrope                                           | رس کاتز و سوفیا کوپولا                             |
| ناخدا و فرمانده: آخر دنیا   | فاکس قرن بیستم، میرامکس، یونیورسال، Samuel Goldlwyn Films                   | ساموئل گلدوین جونیور، پیتر ویر، و Duncan Henderson |
| رودخانه میستیک              | برادران وارنر. ,Village Roadshow Pictures, Malpaso                          | رابرت لورنتس، Judie G. Hoyt, و کلینت ایستوود       |
| سیبیسکوت                    | DreamWorks, یونیورسال، Spyglass Entertainment, Kennedy/Marshall Productions | کاتلین کندی، فرانک مارشال، و گری راس               |

| فیلم                | شرکت تولیدکننده                                    | تهیه‌کننده (گان)                                  |
| ------------------- | -------------------------------------------------- | ------------------------------------------------ |
| دختر میلیون‌دلاری    | برادران وارنر. , Lakeshore Entertainment, Malpaso  | کلینت ایستوود، آلبر اس. رودی، و تام روزنبرگ      |
| هوانورد             | برادران وارنر. , میرامکس، Forward Pass, Appian Way | مایکل مان و گراهام کینگ                          |
| در جستجوی ناکجاآباد | میرامکس، Filmcolony                                | ریچارد ان. گلدستاین و Nellie Bellflower          |
| ری                  | یونیورسال، Bristol Bay Productions, Anvil Films    | تیلور هاکفورد، Stuart Benjamin، و Howard Baldwin |
| راه‌های فرعی         | فاکس Searchlight                                   | Michael London                                   |

| فیلم                | شرکت تولیدکننده                                                                                     | تهیه‌کننده (گان)                                 |
| ------------------- | --------------------------------------------------------------------------------------------------- | ----------------------------------------------- |
| تصادف               | لاینزگیت فیلمز، BlackFriar's Bridge, Harris Company, ApolloProScreen                                | پل هگیس و Cathy Schulman                        |
| کوهستان بروکبک      | Focus Features, River Road Entertainment                                                            | دایانا اسانا andو جیمز شیمس                     |
| کاپوتی              | Sony Pictures Classics, یونایتد آرتیستس، A-Line Pictures, Cooper's Town Productions, Infinity Media | Caroline Baron, William Vince، و Michael Ohoven |
| شب‌بخیر و موفق باشید | وارنر ایندیپندنت پیکچرز, Section Eight Productions، ۲۹۲۹ اینترتیمنت                                 | گرانت هسلو                                      |
| مونیخ               | DreamWorks, یونیورسال، Amblin Entertainment, Kennedy/Marshall Productions                           | استیون اسپیلبرگ، کاتلین کندی، و Barry Mendel    |

| فیلم                     | شرکت تولیدکننده                                                                      | تهیه‌کننده (گان)                                      |
| ------------------------ | ------------------------------------------------------------------------------------ | ---------------------------------------------------- |
| رفتگان                   | برادران وارنر. , Plan B Pictures, Initial Entertainment Group, Vertigo Entertainment | گراهام کینگ                                          |
| بابل                     | پارامونت Vantage, Anonymous Content, Zeta Film                                       | الخاندرو گونسالس اینیاریتو، استیو گولین، و Jon Kilik |
| نامه‌هایی از ایووجیما [K] | DreamWorks, برادران وارنر. , Malpaso, Amblin Entertainment                           | کلینت ایستوود، استیون اسپیلبرگ، و رابرت لورنتس       |
| میس سان‌شاین کوچولو       | فاکس Searchlight, Big Beach, Deep River Productions                                  | David T. Friendly, Peter Saraf، و Marc Turtletaub    |
| ملکه                     | Granada Productions                                                                  | اندی هریز, Christine Langan، و تریسی سیوارد          |

| فیلم                    | شرکت تولیدکننده                                                                           | تهیه‌کننده (گان)                               |
| ----------------------- | ----------------------------------------------------------------------------------------- | --------------------------------------------- |
| جایی برای پیرمردها نیست | پارامونت Vantage, میرامکس، Mike Zoss Productions                                          | اسکات رودین، برادران کوئن                     |
| کفاره                   | Working Title                                                                             | تیم بوان، اریک فلنر، و Paul Webster           |
| جونو                    | فاکس Searchlight, Mr. Mudd                                                                | Lianne Halfon , Mason Novick، و Russell Smith |
| مایکل کلیتون            | برادران وارنر. , Castle Rock Entertainment, Section Eight Productions, Mirage Enterprises | Jennifer فاکس، Kerry Orent, و سیدنی پولاک     |
| خون به پا خواهد شد      | پارامونت Vantage, میرامکس                                                                 | پل توماس اندرسن، Daniel Lupi، و JoAnne Sellar |

| فیلم                   | شرکت تولیدکننده                                         | تهیه‌کننده (گان)                                             |
| ---------------------- | ------------------------------------------------------- | ----------------------------------------------------------- |
| میلیونر زاغه‌نشین [O]   | Celador, Film4                                          | Christian Colson                                            |
| مورد عجیب بنجامین باتن | پارامونت، برادران وارنر. , Kennedy/Marshall Productions | کاتلین کندی، فرانک مارشال، و سون چفین                       |
| فراست/نیکسون           | یونیورسال، Imagine Entertainment, Working Title         | ران هاوارد، برایان گریزر، و اریک فلنر                       |
| میلک                   | Focus Features, Jinks/Cohen Co. , Groundswell           | بروس کوئن و Dan Jinks                                       |
| کتاب‌خوان               | واینستین کمپانی، Mirage, Neunte Babelsberg Film         | آنتونی مینگلا، سیدنی پولاک، دونا گیگلیوتی، و Redmond Morris |

| فیلم              | شرکت تولیدکننده                                                            | تهیه‌کننده (گان)                                       |
| ----------------- | -------------------------------------------------------------------------- | ----------------------------------------------------- |
| مهلکه             | سامیت انترتینمنت، ولتیج پیکچرز, First Light Productions, Kingsgate Films   | کاترین بیگلو، مارک بول، نیکولا شارتیه، و Greg Shapiro |
| آواتار            | فاکس قرن بیستم، Lightstorm Entertainment, رت‌پک انترتینمنت، Ingenious Media | جیمز کامرون و جان لاندو                               |
| نقطه کور          | برادران وارنر. , الکان انترتینمنت                                          | Gil Netter, اندرو کوسوو، و برودریک جانسن              |
| منطقه ۹           | Tristar, WingNut Films                                                     | پیتر جکسون و Carolynne Cunningham                     |
| درس‌آموزی          | Finola Dwyer Productions, Wildgaze Films                                   | Finola Dwyer و Amanda Posey                           |
| حرامزاده‌های لعنتی | The Weinstein Co. , یونیورسال، Band Apart, Zehnte Babelsberg Film          | لورنس بندر                                            |
| گرانبها           | Lionsgate, Lee Daniels Entertainment, Smokewood Entertainment              | لی دنیلز، Sarah Siegel-Magness, و Gary Magness        |
| یک مرد جدی        | Focus Features, Working Title, Mike Zoss Productions                       | برادران کوئن                                          |
| بالا              | Disney, پیکسار                                                             | جوناس ریورا                                           |
| بالا در آسمان     | پارامونت، The Montecito Picture Company                                    | Daniel Dubiecki، ایوان رایتمن، و جیسون رایتمن         |

### دهه ۲۰۱۰
| فیلم                 | شرکت تولیدکننده                                                           | تهیه‌کننده (گان)                                  |
| -------------------- | ------------------------------------------------------------------------- | ------------------------------------------------ |
| سخنرانی پادشاه       | مومنتوم پیکچرز، UK Film Council, سی-سا, Bedlam Productions                | این کنینگ، Emile Sherman و Gareth Unwin          |
| ۱۲۷ ساعت             | فاکس Searchlight, پتی، Dune Entertainment, Everest Entertainment          | دنی بویل، John Smithson و Christian Colson       |
| قوی سیاه             | فاکس Searchlight, Dune Entertainment, Cross Creek Pictures, فینیکس پیکچرز | Scott Franklin، مایک مدووی و Brian Oliver        |
| مشت‌زن                | پارامونت، The Weinstein Co. , Mandeville Films                            | David Hoberman, Todd Lieberman و مارک والبرگ     |
| تلقین                | برادران وارنر. , لجندری پیکچرز، سینکاپی فیلمز                             | کریستوفر نولان و اما توماس                       |
| بچه‌ها حالشان خوب است | Focus Features, Gilbert Films                                             | گری گیلبرت, Jeffrey Levy-Hinte و Celine Rattray  |
| شبکه اجتماعی         | کلمبیا پیکچرز، Scott Rudin Productions, Trigger Street Productions        | دانا برونتی، سون چفین، مایکل دلوکا و اسکات رودین |
| داستان اسباب‌بازی ۳   | Disney, Pixar                                                             | دارلا کی اندرسون                                 |
| شجاعت واقعی          | پارامونت، اسکای‌دنس مدیا، Mike Zoss Productions                            | برادران کوئن و اسکات رودین                       |
| زمستان استخوان‌سوز    | آنونیموس کونتنت، Winter's Bone Productions                                | Alix Madigan and Anne Rosellini                  |

| فیلم                             | شرکت تولیدکننده | تهیه‌کننده (گان)                                    |
| -------------------------------- | --- | -------------------------------------------------- |
| آرتیست                           | La Petite Reine, ARP Sélection, Studio 37, La Classe Américaine, فرانسه ۳, U Film, Jouror Productions, JD Prod, وایلد بانچ | توما لانگمن                                        |
| زادگان                           | فاکس Searchlight | جیم برک (تهیه‌کننده فیلم)، الکساندر پین و جیم تیلور |
| فوق‌العاده بلند و بیش از حد نزدیک | برادران وارنر. , Scott Rudin Productions                                                                                   | اسکات رودین                                        |
| خدمتکاران                        | DreamWorks, Touchstone, رسانه پارتیکیپنت، Imageation Abu Dahbi                                                             | Brunson Green، کریس کلمبوس و Michael Barnathan     |
| هوگو                             | پارامونت، گراهام کینگ، اینفینیتم نیهیل                                                                                     | گراهام کینگ و مارتین اسکورسیزی                     |
| نیمه‌شب در پاریس                  | Sony Pictures Classics, Gravier, Mediapro, Pontchartrain, Versatil                                                         | لتی آرونسون و استیون تننبام                        |
| مانیبال                          | کلمبیا پیکچرز، Scott Rudin Productions, Michael De Luca Productions                                                        | مایکل دلوکا، Rachael Horovitz و برد پیت            |
| درخت زندگی                       | فاکس Searchlight, River Road Entertainment                                                                                 | Sarah Green, Bill Pohlad، دده گاردنر و گرنت هیل    |
| اسب جنگی                         | DreamWorks, Touchstone, Amblin Entertainment, کندی مارشال                                                                  | استیون اسپیلبرگ و کاتلین کندی                      |

| فیلم                  | شرکت تولیدکننده                                                                                     | تهیه‌کننده (گان)                                                    |
| --------------------- | --------------------------------------------------------------------------------------------------- | ------------------------------------------------------------------ |
| آرگو                  | برادران وارنر. , GK Films, اسموک‌هاوس پیکچرز                                                         | گرانت هسلو، بن افلک و جرج کلونی                                    |
| عشق [K]               | Les Films du Losange, X Filme Creative Pool, Wega Film Production                                   | مارگارت منه‌گز، استفان آرنت، فایت هایدوشکا و میشائل کتس (تهیه‌کننده) |
| جانوران حیات وحش جنوب | فاکس Searchlight, Cinereach                                                                         | Dan Janvey, Josh Penn و Michael Gottwald                           |
| جنگوی از بند رسته     | The Weinstein Co. , کلمبیا پیکچرز، Band Apart                                                       | استیسی شر، Reginald Hudlin و Pilar Savone                          |
| بینوایان              | یونیورسال، Working Title, Cameron Mackintosh Limited                                                | تیم بوان، اریک فلنر، Debra Hayward و Cameron Mackintosh            |
| زندگی پی              | فاکس قرن بیستم، Dune Entertainment, Ingenious Media, Haishang Films                                 | Gil Netter, انگ لی و David Womark                                  |
| لینکلن                | DreamWorks, Touchstone, فاکس قرن بیستم، Amblin Entertainment, Participant, Kennedy/Marshall Company | استیون اسپیلبرگ و کاتلین کندی                                      |
| دفترچه امیدبخش        | The Weinstein Co.                                                                                   | دونا گیگلیوتی، بروس کوئن و جاناتان گوردون                          |
| سی دقیقه پس از نیمه‌شب | کلمبیا پیکچرز، آناپورنا پیکچرز                                                                      | مارک بول، کاترین بیگلو و مگان الیسون                               |

| فیلم                  | شرکت تولیدکننده                                                                                                   | تهیه‌کننده (گان)                                                         |
| --------------------- | --- | ----------------------------------------------------------------------- |
| ۱۲ سال بردگی          | فاکس Searchlight, ریجنسی انترتینمنت، River Road Entertainment, پلن بی اینترتینمنت، New Regency, Film4 Productions | برد پیت، دده گاردنر، جرمی کلاینر، استیو مک‌کوئین و آنتونی کاتاگاس        |
| حقه‌بازی آمریکایی      | کلمبیا پیکچرز، اطلس انترتینمنت، Annapurna Pictures                                                                | چارلز روون، ریچارد ساکل، مگان الیسون، و جاناتان گوردون                  |
| کاپیتان فیلیپس        | کلمبیا پیکچرز، Michael De Luca Productions, Scott Rudin Productions, Trigger Street                               | اسکات رودین، دانا برونتی و مایکل دلوکا                                  |
| باشگاه خریداران دالاس | Focus Features, Truth Entertainment, Voltage Pictures                                                             | Robbie Brenner و Rachel Winter                                          |
| جاذبه                 | برادران وارنر. , Esperanto Filmoj، هی‌دی فیلمز                                                                     | آلفونسو کوارون و دیوید هیمن                                             |
| او                    | برادران وارنر. , Entertainment Film Distributors, Annapurna Pictures                                              | مگان الیسون، اسپایک جونز، و وینسنت لندی                                 |
| نبراسکا               | پارامونت Vantage, Echo Lake Entertainment, FilmNation Entertainment                                               | آلبرت برگر و ران یرکسا                                                  |
| فیلومنا               | Pathé, بی‌بی‌سی فیلمز، British Film Institute, کانال +، Cine+، Baby Cow Productions, Magnolia Mae Films             | Gabrielle Tana، استیو کوگان و تریسی سیوارد                              |
| گرگ وال استریت        | پارامونت، یونیورسال، Red Granite Pictures، لئوناردو دی‌کاپریو، Sikelia Productions, Emjag Productions              | مارتین اسکورسیزی، لئوناردو دی‌کاپریو، جویی مک‌فارلند و اما تیلینگر کوسکوف |

| فیلم                | شرکت تولیدکننده                                                                                 | تهیه‌کننده (گان)                                                     |
| ------------------- | ----------------------------------------------------------------------------------------------- | ------------------------------------------------------------------- |
| بردمن               | فاکس Searchlight, Regency Enterprises, ورلدویو اینترتینمنت                                      | الخاندرو گونسالس اینیاریتو، John Lesher و James W. Skotchdopole     |
| تک‌تیرانداز آمریکایی | برادران وارنر. , ویلیج رودشو پیکچرز، Mad Chance Productions, 22nd and Indiana Pictures, Malpaso | کلینت ایستوود، اندرو لازار، رابرت لورنتس، بردلی کوپر و Peter Morgan |
| پسرانگی             | آی‌اف‌سی فیلمز، Detour Filmproduction                                                             | ریچارد لینکلیتر و کاتلین ساترلند                                    |
| هتل بزرگ بوداپست    | فاکس Searchlight, American Empirical Pictures, استیون ام. رالس، استودیو بابلسبرگ                | وس اندرسن، اسکات رودین، استیون ام. رالس و Jeremy Dawson             |
| بازی تقلید          | Black Bear Pictures, Bristol Automotive                                                         | Nora Grossman, Ido Ostrowsky و Teddy Schwarzman                     |
| سلما                | پارامونت، Pathé, Cloud Eight Films, Plan B Entertainment, Harpo Films                           | Christian Colson، اپرا وینفری، دده گاردنر و جرمی کلاینر             |
| نظریه همه‌چیز        | Working Title                                                                                   | تیم بوان، اریک فلنر، Lisa Bruce و آنتونی مک‌کارتن                    |
| شلاق                | Sony Pictures Classics, Bold Films، بلوم هاوس پروداکشنز، Right of Way Films                     | جیسون بلوم، Helen Estabrook و David Lancaster                       |

| فیلم                 | شرکت تولیدکننده | تهیه‌کننده (گان)                                                              |
| -------------------- | --- | ---------------------------------------------------------------------------- |
| اسپات‌لایت            | اوپن رود فیلمز، Anonymous Content, فرست لوک مدیا، Participant Media, Rocklin/Faust                                                             | Blye Pagon Faust، استیو گولین، Nicole Rocklin و مایکل شوگر                   |
| رکود بزرگ            | پارامونت، Regency Enterprises, Plan B Entertainment                                                                                            | دده گاردنر، جرمی کلاینر و برد پیت                                            |
| پل جاسوس‌ها           | DreamWorks, Touchstone, فاکس قرن بیستم، Amblin Entertainment, Participant Media, Afterworks Limited, Studio Babelsberg, Marc Platt Productions | استیون اسپیلبرگ، مارک ئی. پلات و کریستی ماکوسکو کریگر                        |
| بروکلین              | تی‌اس‌جی اینترتینمنت، بنیاد فیلم بریتانیا، بی‌بی‌سی فیلمز، Wildgaze Films, Irish Film Board, Parallel Film Productions, Item 7                     | Finola Dwyer و Amanda Posey                                                  |
| مکس دیوانه: جاده خشم | برادران وارنر. , Village Roadshow Pictures, Kennedy Miller Mitchell، رت‌پک انترتینمنت                                                           | داگ میتچل و جرج میلر                                                         |
| مریخی                | فاکس قرن بیستم، TSG Entertainment, Scott Free Productions, Kinberg Genre                                                                       | سیمون کینبرگ، ریدلی اسکات، مایکل شفر، و Mark Huffam                          |
| بازگشته              | فاکس قرن بیستم، استیو گولین، Appian Way Productions, M Productions, ریجنسی انترتینمنت، RatPac-Dune Entertainment                               | آرنان میلشان، استیو گولین، الخاندرو گونسالس اینیاریتو، ماری پارنت و کیث ردمن |
| اتاق                 | ای ۲۴، TG4 Films, Nope Films, Mauvais Plan, Inc. , CampTrace Entertainment, Lester Productions                                                 | اد گینی                                                                      |

| فیلم                   | شرکت تولیدکننده                                                                                    | تهیه‌کننده (گان)                                                                                   |
| ---------------------- | -------------------------------------------------------------------------------------------------- | ------------------------------------------------------------------------------------------------- |
| مهتاب                  | ,A24 پلن بی اینترتینمنت Pastel, Productions                                                        | - ادل رومانسکی - دده گاردنر - جرمی کلاینر                                                         |
| لا لا لند              | بلک لیبل مدیا گیلبرت فیلمز ایمپاستر پیکچرز مارک پلت                                                | فرد برگر گری گیلبرت جردن هوروویتس مارک پلت                                                        |
| ورود                   | فیلم‌نیشن انترتینمنت لاوا بر فیلمز                                                                  | دن لوین شاون لوی دیوید لیند آرون رایدر                                                            |
| حصارها                 | - بران استدیوز - ماکرومدیا - اسکات رادین پروداکشنز                                                 | - تاد بلک - اسکات رودین - دنزل واشینگتن                                                           |
| تپه هکساو              | - کراس گریک پیکچرز - آیکون پروداکشنز                                                               | - پل کاری - بروس دیوی - ویلیام د. جانسون - بیل مکانیک - برایان الیور - دیوید پرموت - تیلر تامپسون |
| اگر سنگ از آسمان ببارد | سیدنی کیمل انترتینمنت آد لات اینترتیمنت                                                            | سیدنی کیمل پیتر برگ کارلا هاکن ریچل شین                                                           |
| ارقام پنهان            | - فاکس قرن بیستم                                                                                   | - دونا گیگلیوتی - پیتر چرنین - جنو تاپینگ - فارل ویلیامز - Theodore Melfi                         |
| شیر                    | - واینستین کمپانی - Screen Australia - سی-سا - Aquarius Films - Sunstar Entertainment - Cross City | - این کنینگ - Angie Fielder - امیل شرمن                                                           |
| منچستر کنار دریا       | - K Period Media - B Story - CMP - پرل استریت فیلمز                                                | - کیمبرلی استوارد - لورن بک - مت دیمون - کریس مور - کوین جی. والس                                 |

| فیلم                             | شرکت تولیدکننده                                                                                  | تهیه‌کننده (گان)                                                        |
| -------------------------------- | ------------------------------------------------------------------------------------------------ | ---------------------------------------------------------------------- |
| شکل آب                           | بال پروداکشن                                                                                     | گیرمو دل تورو، جی. مایلز دیل                                           |
| سه بیلبورد خارج از ابینگ، میزوری | - فاکس سرچلایت پیکچرز - بلوپرینت پیکچرز - فیلم فور پروداکشن - کاتینگ اج گروپ                     | - مارتین مک‌دونا - Graham Broadbent - Peter Czernin                     |
| مرا با نامت صدا کن               | - Frensy Film Company - La Cinéfacture - RT Features - Water's End Productions                   | - لوکا گوادانینو - Peter Spears - Émilie Georges - Marco Morabito      |
| تاریکترین لحظات                  | ورکینگ تایتل فیلمز                                                                               | - تیم بوان - اریک فلنر - آنتونی مک‌کارتن - لیزا بروس - داگلاس اوربانسکی |
| دانکرک                           | سینکاپی فیلمز                                                                                    | اما توماس، کریستوفر نولان                                              |
| برو بیرون                        | - بلوم هاوس پروداکشنز - پرفکت ورلد پیکچرز - کیو سی اینترتینمنت                                   | جیسون بلوم، جوردن پیل                                                  |
| لیدی برد                         | Management 360 , IAC Films                                                                       | - اسکات رودین - الی بوش - اولین اونیل                                  |
| رشته خیال                        | آناپورنا پیکچرز، پرفکت وورلد پیکچرز                                                              | - پل توماس اندرسن - مگان الیسون - جوان سلار - دنیل لوپی                |
| پست                              | - فاکس قرن بیستم - امبلین پارتنرز - امبلین اینترتینمنت - پاسکال پیکچرز - استار تراور اینترتینمنت | - کریستی ماکوسکو کریگر - ایمی پاسکال - استیون اسپیلبرگ                 |

| فیلم                 | شرکت تولیدکننده                                                                          | تهیه‌کننده (گان)                                                                          |
| -------------------- | ---------------------------------------------------------------------------------------- | ---------------------------------------------------------------------------------------- |
| کتاب سبز             | - دریم‌ورکس - امبلین پارتنرز - پارتیسیپنت مدیا - کونون‌درام انترتینمنت - سینتیک مدیا       | - جیم برک - براون هیز کوری - پیتر فارلی - نیک والللونگا - چارلز ب. وسلر                  |
| پلنگ سیاه            | مارول استودیوز                                                                           | کوین فایگی                                                                               |
| بلکککلنزمن           | - بلوم هاوس پروداکشنز - Monkeypaw Productions - QC Entertainment                         | - جیسون بلوم - اسپایک لی - ریموند منسفیلد - شان مک کیتریک - شان ردیک - جوردن پیل         |
| بوهمین راپسودی       | - فاکس قرن بیستم - جی کی فیلمز - کوئین فیلمز - نیو ریجنسی                                | گراهام کینگ، جیم بچ                                                                      |
| سوگلی                | - Scarlet Films - Element Pictures - Arcana - Film4 Productions - Waypoint Entertainment | - Ceci Dempsey - Ed Guiney - Lee Magiday                                                 |
| رما                  | پارتیسیپانت مدیا، اسپرانتو فیلموخ                                                        | - آلفونسو کوارون - گابریلا رودریگز - نیکولاس کلیس                                        |
| ستاره‌ای متولد شده‌است | - Jon Peters Entertainment - Gerber Pictures - Joint Effort                              | تاد فلیپس، جان پیترز                                                                     |
| معاون                | - آناپورنا پیکچرز - پلن بی انترتینمنت - گری سانچز پروداکشنز                              | - برد پیت - دده گاردنر - جرمی کلاینر - مگان الیسون - کوین جی. مسیک - ویل فرل - آدام مک‌کی |

۲۰۱۹ نود و دومین دوره جوایز اسکار
| فیلم                    | شرکت تولیدکننده                                                                                          | تهیه‌کننده (گان)                                                    |
| ----------------------- | --- | ------------------------------------------------------------------ |
| انگل                    | CJ Entertainment                                                                                         | بونگ جون-هو و کواک سین-آئه                                         |
| فورد در برابر فراری     | چرنین اینترتینمنت و فاکس قرن بیستم                                                                       | پیتر چرنین، جیمز منگولد و جنو تاپینگ                               |
| مرد ایرلندی             | ترابیکا پروداکشنز، اس‌تی‌اکس انترتینمنت، سایکلیا پروداکشنز و نت‌فلیکس                                       | مارتین اسکورسیزی، رابرت دنیرو، جین رزنتال و Emma Tillinger Koskoff |
| جوجو خرگوشه             | فاکس سرچلایت پیکچرز، تی‌اس‌جی اینترتینمنت، دفندر فیلمز و پیکی فیلمز                                        | تایکا وایتیتی، Chelsea Winstanley و Carthew Neal                   |
| جوکر                    | برادران وارنر پیکچرز، ویلیج رودشو پیکچرز، دی سی فیلمز و بران استودیوز                                    | تاد فیلیپس، بردلی کوپر و اما تیلینگر کوسکوف                        |
| زنان کوچک               | کلمبیا پیکچرز، ریجنسی انترتینمنت و پاسکال پیکچرز                                                         | ایمی پاسکال                                                        |
| داستان ازدواج           | نت‌فلیکس و هی‌دی فیلمز                                                                                     | نوآ بامباک و دیوید هیمن                                            |
| ۱۹۱۷                    | دریم‌ورکس، رلاینس اینترتینمنت ، نیل استریت پروداکشنز، امبلین پارتنرز، انترتینمنت وان و یونیورسال استودیوز | سم مندس، پیپا هریس , Jayne-Ann Tenggren و Callum McDougall         |
| روزی روزگاری در هالیوود | کلمبیا پیکچرز، هی‌دی فیلمز، بونا فیلمز، ویژنا رومانتیکا و سونی پیکچرز                                     | دیوید هیمن و کوئنتین تارانتینو                                     |

### دههٔ ۲۰۲۰
| سال اکران              | فیلم                                                                      | تهیه‌کننده(ها) |
| ---------------------- | ------------------------------------------------------------------------- | ------------- |
| ۲۰۲۰ ۹۳ام              |                                                                           |               |
| سرزمین خانه‌به‌دوش‌ها     | فرانسیس مک‌دورمند، پیتر اسپیرز، مولی اشر، دن جانوی، و کلویی ژائو           |               |
| پدر                    | دیوید پارفیت، ژان لوئی لیوی، و فیلیپ کارکاسون                             |               |
| یهودا و مسیح سیاه      | شاکا کینگ، چارلز دی. کینگ، و رایان کوگلر                                  |               |
| منک                    | سیان شافین، اریک راث، و داگلاس اوربانسکی                                  |               |
| میناری                 | کریستینا اوه                                                              |               |
| زن جوان آتیه‌دار        | بن براونینگ، اشلی فاکس، امرالد فنل، و جوزی مک‌نامارا                       |               |
| صدای متال              | برت هملینک و ساشا بن هاروش                                                |               |
| دادگاه شیکاگو هفت      | مارک پلت و استوارت ام. بسر                                                |               |
| ۲۰۲۱ ۹۴ام              |                                                                           |               |
| کودا                   | فیلیپ روسلت، فابریس جیانفرمی و پاتریک واکسبرگر                            |               |
| بلفاست                 | لورا برویک، کنت برانا، بکا کواچیک و تامار توماس                           |               |
| بالا رو نگاه نکن       | آدام مک‌کی و کوین مسیک                                                     |               |
| ماشین مرا بران         | تراهیسا یامامتو                                                           |               |
| تلماسه                 | ماری پارنت، دنی ویلنوو، و کیل بویتر                                       |               |
| شاه ریچارد             | تیم وایت، ترور وایت، و ویل اسمیت                                          |               |
| لیکریش پیتزا           | سارا مورفی، آدام سامنر و پل توماس اندرسن                                  |               |
| کوچه کابوس             | جی. مایلز دیل، گیرمو دل تورو، و بردلی کوپر                                |               |
| قدرت سگ                | امیل شرمن، این کنینگ، راجر فراپیر، جین کمپیون، و تانیا سقاچیان            |               |
| داستان وست ساید        | استیون اسپیلبرگ و کریستی ماکوسکو کریگر                                    |               |
| ۲۰۲۲ ۹۵ام              |                                                                           |               |
| همه‌چیز همه‌جا به یکباره | دانیل کوان، دانیل شاینرت و جاناتان وانگ                                   |               |
| در جبهه غرب خبری نیست  | مالت گرونرت                                                               |               |
| آواتار: راه آب         | جیمز کامرون و جان لاندو                                                   |               |
| بنشی‌های اینیشرین       | گراهام برودبنت، پیت چرنین و مارتین مک‌دونا                                 |               |
| الویس                  | باز لورمن، کاترین مارتین، گیل برمن، پاتریک مک‌کورمیک و شویلر وایس          |               |
| خانواده فیبلمن         | کریستی ماکوسکو کریگر، استیون اسپیلبرگ، تونی کوشنر                         |               |
| تار                    | تاد فیلد، الکساندرا میلچان و اسکات لمبرت                                  |               |
| تاپ گان: ماوریک        | تام کروز، کریستوفر مک‌کوری، دیوید الیسون و جری بروکهایمر                   |               |
| مثلث غم                | اریک همندورف و فیلیپ بوبر                                                 |               |
| حرف‌های زنانه           | دده گاردنر، جرمی کلاینر، و فرانسیس مک‌دورمند                               |               |
| ۲۰۲۳ ۹۶ام              |                                                                           |               |
| اوپنهایمر              | اما توماس، چارلز روون، و کریستوفر نولان                                   |               |
| داستان آمریکایی        | بن لکلر، نیکوس کارامیگیوس، کورد جفرسون و جرمین جانسون                     |               |
| آناتومی یک سقوط        | ماری-آنج لوسیانی و دیوید تیون                                             |               |
| باربی                  | دیوید هیمن، مارگو رابی، تام آکرلی، و رابی برنر                            |               |
| جاماندگان              | مارک جانسون                                                               |               |
| قاتلان ماه گل          | دن فریدکین، بردلی تامس، مارتین اسکورسیزی، و دنیل لاپی                     |               |
| مایسترو                | بردلی کوپر، استیون اسپیلبرگ، فرد برنر، امی دورنینگ و کریستی ماکوسکو کریگر |               |
| زندگی‌های گذشته         | دیوید هینوجوزا، کریستین واچون و پاملا کوفلر                               |               |
| بیچارگان               | اد گینی، اندرو لاو، یورگوس لانتیموس، و اما استون                          |               |
| منطقه دلخواه           | جیمز ویلسون                                                               |               |
| ۲۰۲۴ ۹۷ام              |                                                                           |               |
| آنورا                  | الکس کوکو، سامانتا کوان و شان بیکر                                        |               |
| بروتالیست              | نیک گوردون، برایان یانگ، اندرو موریسون، دی.جی. گوگنهایم و بردی کوربت      |               |
| یک ناشناخته کامل       | فرد برگر، جیمز منگولد، و الکس هاینمن                                      |               |
| مجمع کاردینال‌ها        | تسا راس، جولیت هاول و مایکل ای. جکمن                                      |               |
| تلماسه: بخش دو         | ماری پارنت، کال بویتر، تانیا لاپونته و دنی ویلنوو                         |               |
| امیلیا پرز             | پاسکال کوچتو و ژاک اودیار                                                 |               |
| هنوز اینجا هستم        | ماریا کارلوتا برونو و رودریگو تکسیرا                                      |               |
| پسران نیکل             | دده گاردنر، جرمی کلاینر و جاسلین بارنز                                    |               |
| ماده                   | کورالی فارژا، تیم بوان، و اریک فلنر                                       |               |
| شرور                   | مارک پلت                                                                  |               |

## اشخاص با چند جایزه
| ۳ جایزه - سم اسپیگل - سائول زانتز | ۲ جایزه - کلینت ایستوود - آرتور فرید - دده گاردنر - جرمی کلاینر - برانکو لوستیگ - آلبر اس. رودی - رابرت وایز |